# Beni Lahcene
Beni Lahcene là một đô thị thuộc tỉnh Tissemsilt, Algérie. Dân số thời điểm năm 2002 là 4.572 người.